# Thomas Hodges
: För ishockeymålvakten, se Tom Hodges.
Thomas Eric Hodges, född 4 juli 1994 i Melbourne, Australien, är en volleyboll- och beachvolleyspelare. I volleyboll är han högerspiker.

## Volleyboll
Hodges började sin universitetsstudier vid University of Melbourne. Med deras universitetslag vann han de nationella mästerskapen 2010, 2011 och 2012. Han missade U23-VM på grund av en skada. Han flyttade sedan till USA för studier och tillbringade ett år vid University of the Pacific 2014 innan han flyttade till University of California, Irvine. Efter att ha avslutat sina studier gick han över till italienska andradivisionslaget Rinascita Volley '78 Lagonegro. Med det australiensiska landslaget deltog han i Nations League och världscupen 2018. Han gick därefter över till den tysk-österrikiska Bundesliga-klubben Hypo Tirol Alpenvolleys Haching. Klubben nådde åttondelsfinal i DVV-Pokal och semifinal i Bundesligaslutspelen 2018/19. Han flyttade sedan till den ryska klubben VK Samotlor. Samma säsong återvände Hodges till Australien och blev tvåa i det nationella mästerskapet med Canberra Heat VC 2020 och australiensisk mästare tre säsonger senare.

## Beachvolley
Hodges tävlande i beachvolley har varit uppdelat i perioder. Under 2013 tävlade han i juniortävlingar med olika partners. Med Malachi Murch vann han brons vid de asiatiska U21-mästerskapen i beachvolley och kom sjuttonde vid U21-VM samma år. Med Cole Durant nådde han en tjugofemte plats i U23-VM. Under 2018 spelade han två turneringar med Marcus Ferguson. 
Efter ytterligare ett uppehåll på tre år började han 2021 fokusera mer intensivt på beachvolley. Med Paul Burnett var han på pallen vid flera turneringar på Australian Beach Volleyball Tour. Året därpå började Hodges spela först med Maximilian Guehrer. Senare under året bytte Hodges partner till Zachery Schubert, som han spelat med sedan dess. De nådde i december 2022 final i Elite 16-tävlingen på Volleyball World Beach Pro Tour 2022 i Torquay., vilket var deras främsta resultat då. Under 2023 vann de asiatiska mästerskapet.  Vid VM 2023 i Tlaxcala nådde de en nionde plats.